# دالارنا

موقعیت دالارنا در سوئد

دالارنا (به سوئدی: Dalarna) یکی از استان‌های سوئد است که در مرکز این کشور قرار دارد. کلمه دالارنا برگرفته از لغت dales به معنی دره‌ها است. این استان منطقه‌ای محبوب برای گردشگری و تعطیلات برای سوئدی‌ها محسوب می‌شود چون دارای مناظر طبیعی زیبا، جنگل‌های انبوه و دریاچه‌هایی برای ماهیگیری است. در اواسط ماه ژوئن در شهرها و روستاهای دالارنا جشن‌های زیادی برپا می‌شود. همچنین این منطقه دارای سابقه تاریخی زیادی است.
بخش شمالی این استان در دامنه رشته کوه اسکاندیناوی واقع شده‌است که بسیاری از یخچال‌های طبیعی را در خود جای داده‌است ولی در قسمت جنوبی دشت‌های همواری وجود دارد. در این دشت‌ها معادن زیادی از جمله معدن مس قرار دارد.